# ネリネ (KANA-BOONのアルバム)
『ネリネ』は、KANA-BOONのメジャー3rdミニ・アルバム。2018年12月19日、Ki/oon Recordsより発売された。
。

## 概要
- 前作『アスター』より7ヶ月振り[2]のリリース。初回生産限定盤・通常盤の2形態で発売。初回生産限定盤と通常盤の初回仕様には「どうでもいいオマケ020」を封入している。

## パッケージ
初回生産限定盤（KSCL-3127・3128）
- 「KANA-BOONのGO!GO!5周年！シーズン3 野外ワンマン 『ヨイサヨイサのただいまつり！2018 in 堺』」
- CD+DVD
- どうでもいいオマケ020

通常盤（KSCL-3129）
- CD
- どうでもいいオマケ020（初回仕様のみ）

## 収録曲
- 全作詞／全作曲：谷口鮪、全編曲：KANA-BOON

### CD
| #  | タイトル                                                         | 作詞 | 作曲・編曲 | 時間 |
| -- | ---------------------------------------------------------------- | ---- | ---------- | ---- |
| 1. | 「ネリネ」                                                       |      |            | 3:53 |
| 2. | 「アフターワード」                                               |      |            | 3:20 |
| 3. | 「春を待って」(富士通『スポーツ篇「挑戦は終わらない」』CMソング) |      |            | 4:06 |
| 4. | 「湯気」                                                         |      |            | 5:47 |
| 5. | 「ペンギン」                                                     |      |            | 5:23 |

### 初回限定盤DVD
- KANA-BOONのGO!GO!5周年！シーズン3 野外ワンマン 『ヨイサヨイサのただいまつり！2018 in 堺』

| #  | タイトル                                  | 作詞 | 作曲・編曲 |
| -- | ----------------------------------------- | ---- | ---------- |
| 1. | 「A.oh!!」                                |      |            |
| 2. | 「バカ」                                  |      |            |
| 3. | 「街色」                                  |      |            |
| 4. | 「シルエット」                            |      |            |
| 5. | 「眠れぬ森の君のため」                    |      |            |
| 6. | 「盛者必衰の理、お断り (和和和 version)」 |      |            |
| 7. | 「ないものねだり」                        |      |            |
| 8. | 「夜の窓辺から」                          |      |            |